# Alberto Romea Catalina
 Alberto Romea Catalina  fou un actor espanyol, (1882 - 1960). 

Fill de l'actor i comediògraf Julián Romea Parra i renebot de Julián Romea Yanguas, va néixer el 16 de gener de 1882 a Madrid. Alberto Romea va debutar al Teatre Lara amb  Els interessos creats , Jacinto Benavente, passant més endavant a la companyia d'Enric Borràs. Des de llavors sempre va compaginar la seva carrera teatral amb la cinematogràfica, que va començar en el cinema mut.
Alberto Romea és especialment recordat per la seva interpretació del vell mestre en  Històries de la Ràdio , en  Benvingut Mr Marshall  i pel seu paper en  Els dijous, miracle, la seva última pel·lícula.
Va morir a Madrid, el 14 d'abril de 1960.

## Filmografia (selecció)
- Garrotada i tentetieso  (1914)
- Eloísa està sota un ametller  (1943)
- Benvingut Mr Marshall  (1952)
- Històries de la ràdio  (1955)
- Els dijous, miracle  (1957)
- Alba d'Amèrica  (1951)
- La collita és abundant  (1948)

## Teatre (selecció)
- L'orgull d'Albacete  (1902), de Pierre Veber
- senyora Clarines  (1909), dels Germans Álvarez Quintero
- Pobla de les Dones  (1912), dels Germans Álvarez Quintero
- La campana  (1919), de Luis Fernández Ardavín
- L'avi  (1920), de Benito Pérez Galdós
- Els xatos  (1924), de Pedro Muñoz Seca
- Cançó de bressol  (1946), de Gregorio Martínez Sierra